# Marius Gabriel Coquelin

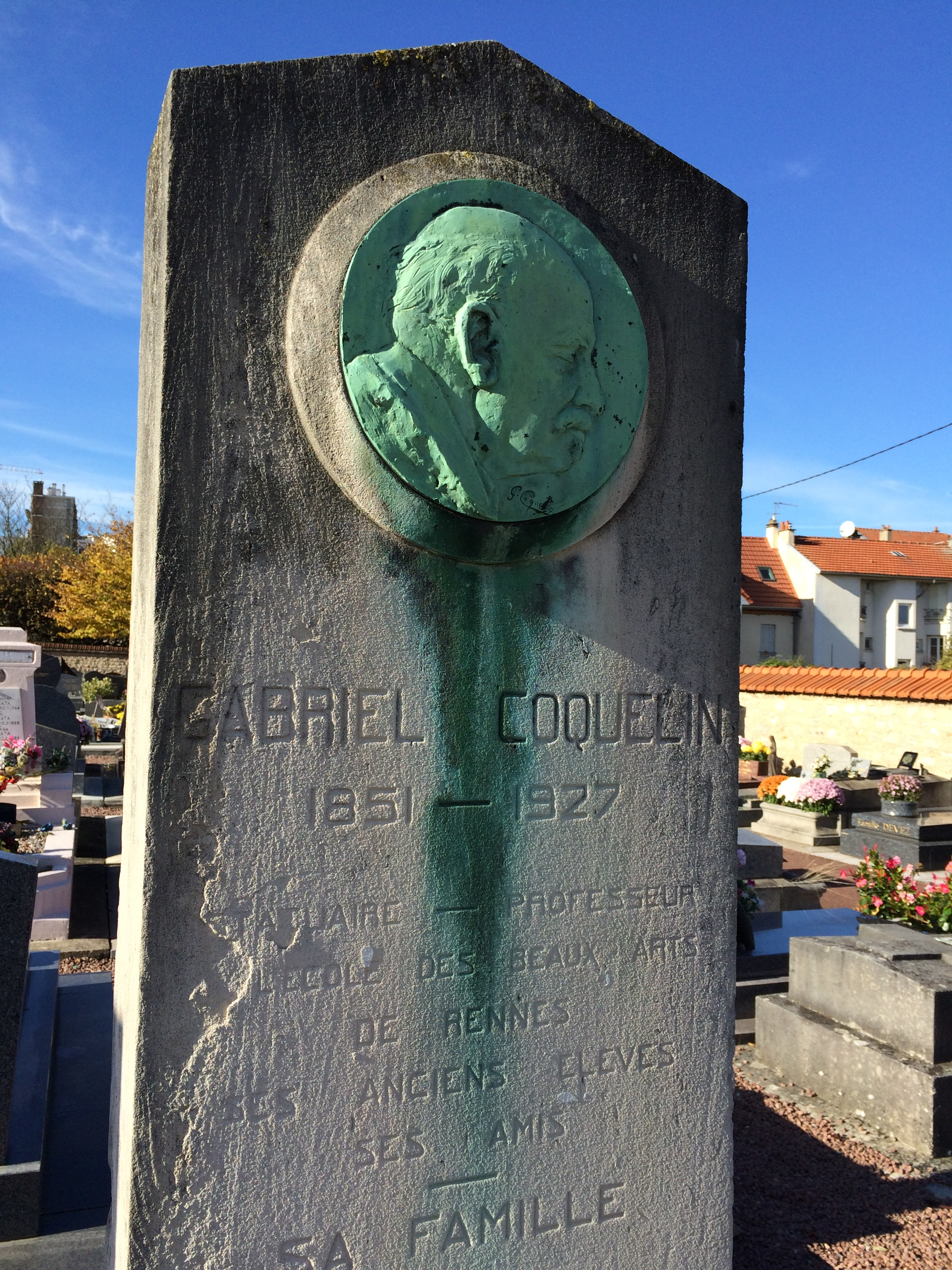
Sépulture de Gabriel Marius Coquelin au cimetière de Châtillon (Hauts-de-Seine).

Marius Gabriel Coquelin ou Gabriel Marius Coquelin, né le 13 mars 1851 à Aix-en-Provence et mort le 17 août 1927 à Châtillon, est un sculpteur français.
Il fut professeur de sculpture à l'École des beaux-arts de Rennes.

## Biographie

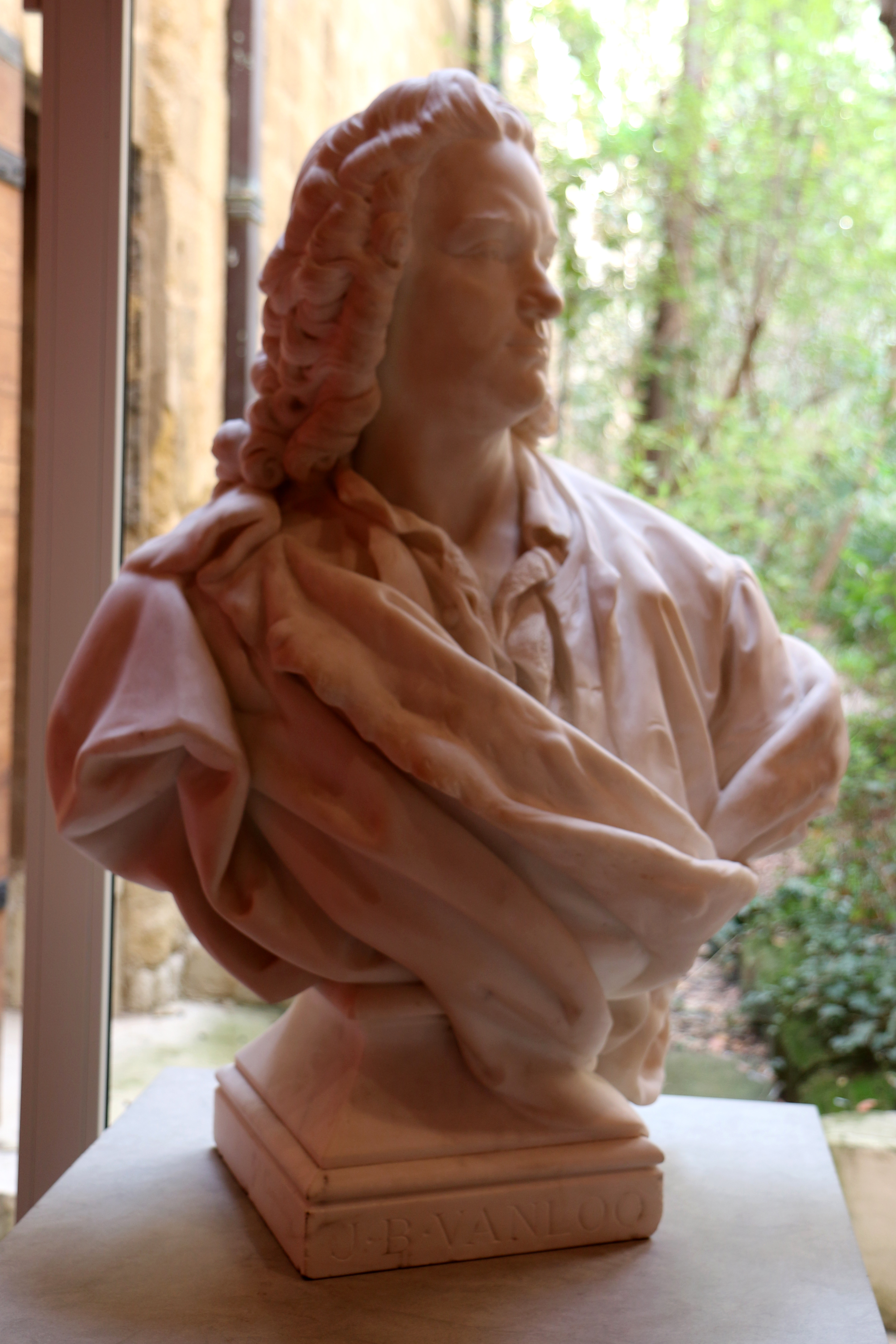
Jean-Baptiste van Loo (1882), Aix-en-Provence, musée Granet.

Marius Gabriel Coquelin est né le 13 mars 1851 à Aix-en-Provence. Il est l'élève à l'École des beaux-arts de Paris d'Auguste Dumont, de François Truphème et de H. Gibert. Il expose au Salon de 1875 à 1895. Il devient professeur de sculpture sur pierre à l'école des beaux-arts de Rennes le 1er octobre 1886, puis de sculpture sur bois à partir de 1891. Il assura le cours de son ami Charles Joseph Lenoir pendant sa maladie de 1898 à 1899. Il prend sa retraite le 1er janvier 1907 en raison de problèmes de cécité partielle et devient professeur honoraire de l'école des beaux-arts de Rennes le 18 mai 1920,. Il meurt le 17 août 1927 à Châtillon, alors qu'il rejoignait l'un de ses fils.
Le sculpteur Jean Boucher est l'un de ses élèves.
Le musée des Beaux-Arts de Rennes conserve un buste à l'effigie de Marius Gabriel Coquelin, sculpté par Louis Doré,.

## Œuvres dans les collections publiques
- Aix-en-Provence, musée Granet : Jean-Baptiste van Loo, 1882, buste en marbre.
- Rennes, musée des Beaux-Arts :
  - Buste de Martenot, 1904, marbre[6] :
  - La Peinture, bas-relief[7].